# البیس فراهیان
البیس کوانیان (فراهیان) (ارمنی: Էլբիս Ֆերահեան؛ زاده ۱۹۰۷ - درگذشته ۱۹۹۴) چهره‌ای شناخته شده در امر آموزش پیش از دبستان در ایران بوده است و در محافل آموزشی از وی به نیکی یاد می‌شود.

## زندگی‌نامه
البیس فراهیان در سال ۱۹۰۷ میلادی (۱۲۸۶ خورشیدی) در خانواده‌ای فرهنگی در تهران به دنیا آمد. پدرش از بنیانگذاران «چاپخانه پاروس» بود. تحصیلات ابتدایی را در «کودکستان مارگاریت سروریان» و در مدرسهٔ ارمنیان «داوتیان» به پایان برد و سپس جهت ادامهٔ تحصیل به همراه خانواده اش عازم وین شد. لیکن به علت وقوع جنگ جهانی اول خانوادهٔ فراهیان ساکن تفلیس گشتند و البیس فراهیان تحصیلات متوسطه خویش را در این شهر با گرایش علوم تربیتی به اتمام رساند. بعدها در جمهوری شوروی سوسیالیستی ارمنستان در کودکستان راه‌آهن کار کرد.
پس از چند سال تدریس در مدارس ایروان و تفلیس فراهیان سرانجام در اوائل دهه ۱۹۳۰ ایران (تهران) بازگشت و به تدریس در مدرسهٔ آمریکایی «ایران بیتل» (IRAN BETHEL) و نیز کودکستان «نوباوگان» پرداخت. سپس وی کودکستان شخصی خویش را تأسیس نمود. در ۱۹۳۶ (آذرماه سال ۱۳۱۵) رضاشاه پهلوی بعد از سفر به ترکیه و به درخواست کمال آتاتورک دستور داد مدارس ارمنی ایران تعطیل شوند. کودکستانی که در کنار مدرسه داوتیان کار می‌کرد نیز مشمول این فرمان شد. در سال ۱۹۴۱ (۱۳۲۰) بعد از برکناری رضاشاه مدارس ارمنی بازگشایی شدند، هیئت امنای مدرسه داوتیان تصمیم گرفتند کودکستان مستقلی تأسیس کنند و از الیس فراهیان دعوت به عمل آمد تا کودکستان مدرسهٔ ارمنیان «کوشش-داوتیان» را پایه‌گذاری نماید. این کودکستان در ۱۹۴۲ (۲۹ شهریور ۱۳۲۱) به مدیریت البیس فراهیان در تهران افتتاح شد که بعدها «کوشش» (ارمنی: Քուշեշ մանկապարտէզ) نامیده شد با مساعی مالی و معنوی خانم فراهیان از بدو تأسیس به خودکفائی رسید و به مدت ۳۵ سال تحت مدیریت مستقیم وی به فعالیت خود ادامه داد. کودکستان کوشش هنوز هم پس از ۷۱ سال در تهران فعالیت می‌کند و امروز نیز یکی از مراکز آموزشی مهم ارمنی‌های تهران به‌شمار می‌رود.
البیس فراهیان در کنار فعالیت‌های تربیتی خویش در کودکستان، سرودهای زیبایی براساس اشعار کودکان آفریده است که امروزه نیز توسط کودکان به اجرا در می‌آید.
البیس فراهیان در سال ۱۹۹۴ (۱۳۷۳) در سن ۸۷ سالگی در تهران درگذشت و در آرامستان ارامنه تهران (بوراستان) به خاک سپرده‌شد.

## توضیحات
1. ↑  در تاریخ (۳ دی ۱۳۲۰) نامه‌ای که از سوی وزارت فرهنگ وقت صادر شده بود اجازهٔ بازگشایی مدارس ملی ارمنیان به آنها داده شد.